# Lennon-Gletscher
Der Lennon-Gletscher ist ein Gletscher im Norden der westantarktischen Alexander-I.-Insel. Er fließt in südwestlicher Richtung zum äußeren Abschnitt der Lasarew-Bucht.
Der British Antarctic Survey kartierte ihn zwischen 1975 und 1976. Das UK Antarctic Place-Names Committee benannte ihn 1980 nach Peter Wilfred Lennon (* 1950), Glaziologe des Survey, der von 1974 bis 1976 auf der Alexander-I.-Insel tätig war.